# Renacimiento vasco

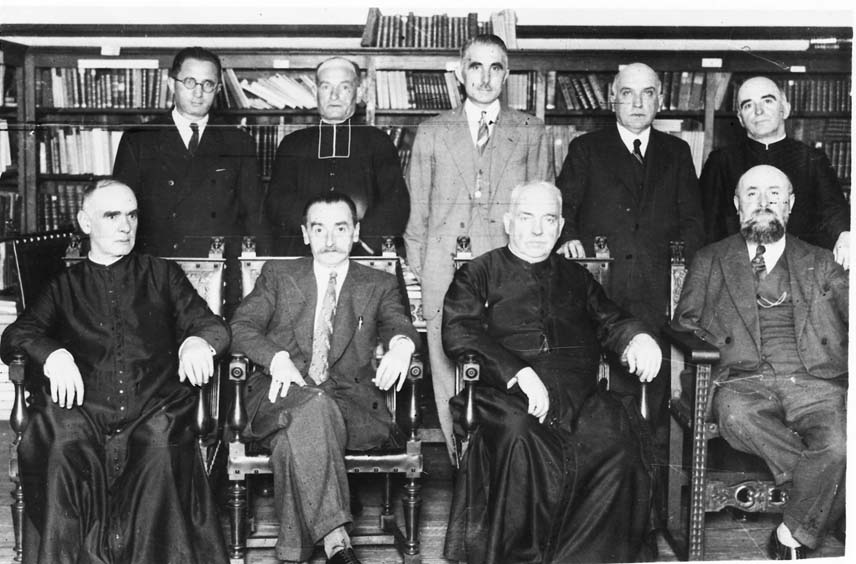
Euskaltzain y algunos escritores, en unas jornadas ordinarias celebradas por la Euskaltzaindia en 1927. De izquierda a derecha, de pie: Orixe, Jean Elizalde, Seber Altube, Julio Urkixo y Erramun Olabide. Sentados: Juan Bautista Eguzgitza, Bonifazio Etxegarai, Resurrección María Azkue y Georges Lakonbe.

El Renacimiento vasco (en euskera: Euskal Pizkundea) fue un movimiento cultural que se extendió desde la segunda mitad del siglo XIX hasta el primer tercio del siglo siglo XX. Este movimiento estuvo ligado al sentimiento de pérdida por la derrota del bando carlista en la tercera guerra carlista y por la abolición de los fueros vascos (ley de 21 de julio de 1876). El Renacimiento vasco también estuvo ligada con una importante influencia del romanticismo. Los hechos que delimitaron esa época fueron la tercera guerra carlista y la guerra civil española; concretamente, duró desde 1876 hasta 1936.
El movimiento no fue solo cultural sino también político, estando en el ambiente del nacimiento del nacionalismo vasco, por parte de su padre, el político español Sabino Arana. Ocurrió junto con otros procesos similares en Europa, como Cataluña (Reinaixença)  y Galicia ( Rexurdimento, el galleguismo o Regionalismo gallego). Junto con los intelectuales de estas dos regiones, los vascos pusieron en marcha en 1923 la iniciativa Galeusca. Esta fecha marcó la primera mitad de este período, pues entonces se inició la dictadura de Miguel Primo de Rivera, que se prolongó hasta 1930.

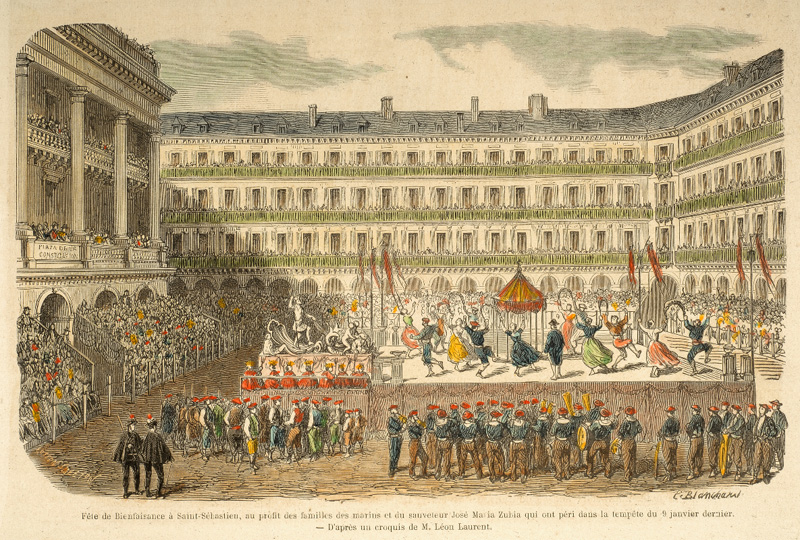
"Fiesta de Beneficencia en San Sebastián, en favor de las familias de los marinos y del salvador José María Zubía que perecieron en la tormenta del pasado 9 de enero" (Leon Laurent. 1866)

Otros dos años significativos fueron 1918 y 1919, fundación de Eusko Ikaskuntza y Euskaltzaindia, respectivamente. Unos años antes se había iniciado el debate sobre la necesidad de un euskera unificado, y la creación de la academia de idiomas ayudó a desarrollar el proyecto. Sin embargo, aunque hubo propuestas interesantes para la unión en ese momento, la intención no se materializó completamente hasta después de la guerra (1968).
Por lo demás, aunque se centraba en torno al euskera, también participaron algunos escritores hispanohablantes. Entre los promotores tenemos a Anton Abbadia, Seber Altube, Sabino Arana, Resurrección María de Azkue, Arturo Campión, Andima Ibiñagabeitia, Sorne Unzueta (y otros miembros de la Asociación de Mujeres Nacionalistas Vascas), Julio de Urquijo e Iokin Zaitegi durante todo el período.

## Juegos Florales Vascos

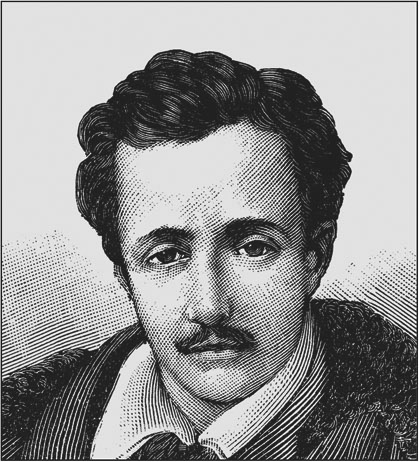
Anton Abadia, principal impulsor de los Juegos Florales Vascos.

Los " Juegos Florales Vascos " fueron una de las principales manifestaciones de esta época de renovación cultural. Estos festivales comenzaron gracias al apoyo económico del científico Antoine Thomson d'Abbadie d'Arrast, conocido en España como Anton Abadia, amante de la lengua vasca . El foco principal eran los concursos de poesía, aunque también hubo otros concursos. Los juegos se celebraban en un determinado pueblo, con diversas actuaciones musicales y juegos. Los primeros en el País Vasco Francés se realizaron en 1851, y se trasladaron al País Vasco español en 1879 por primera vez, en  Elizondo (Navarra).

“Euskal-Erria revista vascongada”

Los últimos eventos se realizaron en la primera década del siglo XX.